# Wassr
Wassr（ワッサー）は、株式会社モバイルファクトリーがかつて運営していたミニブログ、コミュニケーション・サービス。キャッチフレーズは「お気軽メッセージングハブ・ワッサー」。

## 概要
個々のユーザーが「ヒトコト」と呼ばれるコメントを投稿し合うことで、インターネット上でコミュニケーションを取ることが出来るコミュニケーション・サービスであった。
日本語版は2007年6月に、英語版は2008年1月にリリースされた。当時Twitterは英語版しかなく、機能も十分ではなかった。そこでTwitterの日本版を出し、メディア的サービスを作る目的があった。よってTwitterクローンとして呼ばれることが多く、様々な独自機能を備えることで差別化を図った。一方でエンジニアの実験場としての位置づけで、広告出稿の打診は極力断り続けてきた。
各ユーザは自分専用のページ「マイページ」をもち、255文字以内でヒトコトを更新できた。更新の際に写真やイラストなどの画像ファイルを添付することも可能になっていた。画面には、自分以外に登録した知人やつながりのあるユーザーなどの投稿もほぼ同時に表示された。これを「みんなのヒトコト」と呼ぶユーザーもいた（Twitterにおけるタイムラインに相当する）。更新したヒトコトに対して知人などが応答（レス）することや、気に入ったヒトコトに対してイイネボタンを押すことでコミュニケーションが生まれる。
応答として更新したヒトコトには、応答元のヒトコトも添えて表示されるため、第三者が見てもやりとりが分かりやすいことが特徴であった。ヒトコトには投稿ごとに個別のURLが割り当てられ、個別URLのページには応答として更新されたヒトコトも一覧化して表示された。
2012年8月1日、サービスの終了が発表された。新規会員登録は同年9月14日をもって終了、投稿・閲覧も同年10月1日12時をもって終了とされたが、実際には終了時刻から1時間程度は閲覧や、イレギュラーな方法での投稿が可能であった。

## 沿革
- 2007年5月頃 日本語版のクローズドベータ版テスト
- 6月6日 - ベータ版リリース
- 2008年1月 - 英語版リリース
- 2009年4月1日 - サイト内検索「ワッサーチ」リリース
- 10月22日 - 「ワサチャンネル」にヒトコトレス機能を追加
- 2010年1月1日 - 新春書き初め大会開催（同年1月5日まで）
- 4月1日 - エイプリルフール限定企画として、ヒトコト内の数字が「ワサオ君」になる
- 2012年
  - 8月1日 - 同年10月1日12時をもってサービス終了することを発表
  - 9月18日 - 使用画像をクリエイティブ・コモンズ・ライセンスにて提供開始
  - 10月1日 - 同日12時をもってサービス終了

## 主な用語・機能
マイページ
自分専用ページ。パソコン端末の場合、ヒトコト投稿欄、みんなのヒトコト、購読中ユーザーの一部、参加中のワサチャンネルの一部、今日のお題、飲みにいくフラグで構成された。
つながりページ
自分が購読しているユーザーと自分のヒトコトを購読しているユーザーの一覧を表示するページ。
あしあとページ
自分のユーザーページにアクセスしてきたユーザーの一覧を見ることが出来るページ。
TODOページ
自分の行うことをTODOとして登録・管理する。登録したTODOを他のユーザに対して表示することもできた。[ ]の括弧で囲むことによって、タグとして登録ができた。
各種設定ページ
各種の設定をするページ。
ワサチャンネル
共通の趣味を持っているユーザ同士で、その趣味に対してヒトコトを更新することができた。チャンネル毎に個別のURLがあり、ヒトコトを更新する際にチャンネルを指定することで、チャンネルに対して更新が可能となった。つながりのないユーザのヒトコトでも同じチャンネルに参加している場合は、チャンネルに対しての更新の場合表示された。
日本中のヒトコト
全てのユーザーのヒトコトを表示するページ。
ワッサーラボ(Wassr Labs）
実験段階の機能を利用できるページ。
イイネボタン
他の人のヒトコトでよいと思うものを褒めるボタン。イイネを撤回することもできた。
今日のお題
平日にお題としてテーマがだされた。それに対して他のユーザがそれぞれの回答を応答として付けていくもの。お題募集用のチャンネルもあった。
飲みにいくフラグ
オフで飲み会など、会う時間があることを示すときに使うもの。押した場合、飲みにいけることを暗示するヒトコトが自動で更新された。この機能は実験的に提供されている機能であった（ワッサーラボ提供機能）。
ヒトコトレス機能
ヒトコトに対して返信をすることができた。
ワッサーチ
サイト内検索。ヒトコト、ユーザー、ワサチャンネルから検索できた。2009年4月1日機能追加。
SecondLife(セカンドライフ）との連携機能
APIを介して、Second Life内でヒトコトを更新・受信することが可能になっていた。これはSecond Life内のスクリプト言語であるLSL(Linden Script Language、リンデンスクリプトランゲージ)を用いて行われており、Wassr専用HUDとしてSecond Life内で配布されているオブジェクトをユーザのアバターが装着することで可能となった。更新したヒトコトは、Webサイト上や、インスタントメッセンジャー(Instant Messenger、略称、IM)などのツールからの更新と同じように反映された。また、スクリーンショットを添付して更新することも可能だった。
動画のページ内再生機能
YouTubeおよびニコニコ動画のURLがヒトコトに含まれていた場合、その動画をページ上で再生することが可能だった。

## スタッフ・キャラクター
お題ちゃん
今日のお題の出題者。お題ちゃんはお題のためだけにWassrチームに所属しており，普段はまったく別の仕事をしている。お寿司好きとしてWassrユーザーの間では有名だった。
ワサオ君（みんな大好きワサオ君）
サイト内に出没したキャラクター。オリジナルの背景画像が3枚用意されていて無料で利用できる他、デコメ素材サイト「デコりん(モバイルファクトリー運営)」では素材になっており有料で利用できた。

## 自動発言プログラム
Wassrではインターネットボット(ボット)と呼ばれる自動発言プログラムを設置でき、Wassr内では実際に様々な機能を持ったボットが設置されていた。

## 他のサービスからのユーザーの流入

### nowa/livedoor フレパ
ライブドアが運営していたブログサービス「nowa」のサービス終了に伴う流入。ソーシャル・ネットワーキング・サービスのlivedoor フレパの元ユーザーも含まれていた。

### Feecle
日本サイワールド運営のブログサービス「Feecle」のサービス終了に伴う流入。ワッサーチャンネルにFeeclersチャンネルが設けられていたが、それを足がかりに流入した。
「Feecle」は2007年4月よりサービスを介し、同年中に50万人の会員獲得を目標としていた。

### Twitter
Obvious社（後のTwitter社）のコミュニケーション・サービス「Twitter」のシステムダウン対策としてアカウントを取得するユーザーが少なからず存在した。いきなり多くの人が利用するのでサーバーの運用に苦心した。